# Закумское
Закумское (укр. Закумське) — село,
Косовщинский сельский совет,
Сумский район,
Сумская область,
Украина.
Код КОАТУУ — 5924783802. Население по переписи 2001 года составляло 78 человек (79 чел., 42 домовладения на 18.08.2008).

## Географическое положение
Село Закумское находится на правом берегу реки Сумка,
выше и ниже по течению на расстоянии в 1 км и
на противоположном берегу расположен пгт Степановка.

## История

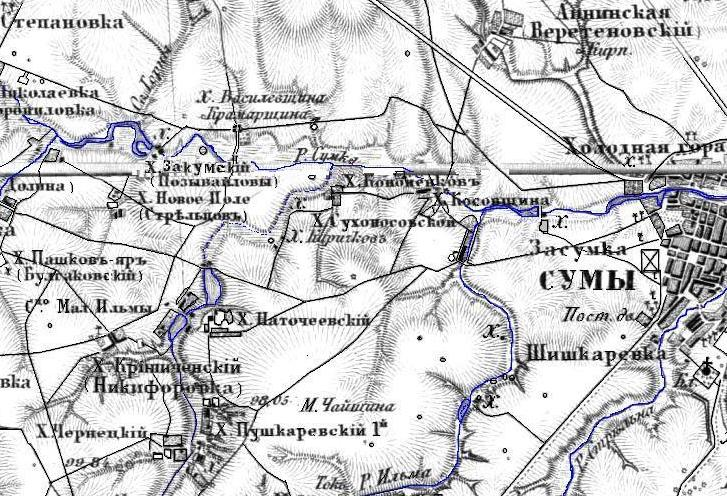
Хутор Закумский (Позывайловы) на карте XIX века.

Село известно по крайней мере с начала 1800-гг. как хутор Закумский или Позывайловы, а позднее и как Запорожск. На 1864 год насчитывал 4 двора и около 40 жителей. Со временем хутор Закумский слился с соседним хутором Новое Поле (Стрельцов). В 1930-х гг население села составляло 31 человек.